# Bengalia smarti
Bengalia smarti este o specie de muște din genul Bengalia, familia Calliphoridae, descrisă de Andy Z. Lehrer în anul 2005. Conform Catalogue of Life specia Bengalia smarti nu are subspecii cunoscute.